# Ayoub Bourhim
Ayoub Bourhim (ur. 31 sierpnia 1990) – marokański piłkarz, grający na pozycji lewego obrońcy w Chababie Rif Al Hoceima.

## Kariera klubowa

### KAC Kénitra (2011–2012)
Zaczynał karierę w KACu Kénitra. W tym zespole zadebiutował 22 sierpnia 2011 roku w meczu przeciwko Rai Casablanca, wygranym 1:0, grając cały mecz. Pierwszą asystę zaliczył 29 listopada w meczu przeciwko Wydadowi Casablanca, zremisowanym 1:1. Asystował przy golu w 19. minucie. Łącznie zagrał 15 meczów i miał dwie asysty.

### FAR Rabat (2012–2015)
1 lipca 2012 roku trafił do FARu Rabat za 123 tys. euro. W stołecznym klubie zadebiutował 19 września w meczu przeciwko Wydadowi Casablanca, wygranym 2:0, grając cały mecz. Pierwszą asystę zaliczył 11 listopada w meczu przeciwko KACowi Kénitra. Asystował przy golu w 82. minucie. Pierwszego gola strzelił 15 grudnia 2013 roku w meczu przeciwko Wydadowi Casablanca, przegranym 2:1. Do siatki trafił w 72. minucie. Łącznie zagrał 30 meczów, strzelił gola i miał dwie asysty.

### Dalsza kariera (2015–)
Od 1 lipca 2015 roku do 1 lipca 2017 roku był bez klubu – wtedy właśnie został graczem AS Salé.
29 sierpnia 2019 roku został zawodnikiem Chababu Rif Al Hoceima.